# Indiana Fever 2001
La stagione 2001 delle Indiana Fever fu la 2ª nella WNBA per la franchigia.
Le Indiana Fever arrivarono seste nella Eastern Conference con un record di 10-22, non qualificandosi per i play-off.

## Roster
| N° | Naz.                   | Ruolo | Sportivo            | Anno | Alt. | Peso |
| -- | ---------------------- | ----- | ------------------- | ---- | ---- | ---- |
| 0  | Stati Uniti (bandiera) | C     | Olympia Scott       | 1976 | 188  | 79   |
| 5  | Stati Uniti (bandiera) | C     | Danielle McCulley   | 1975 | 191  | 82   |
| 7  | Lituania (bandiera)    | A     | Jurgita Štreimikytė | 1972 | 188  | 75   |
| 10 | Jugoslavia (bandiera)  | G     | Gordana Grubin      | 1972 | 180  | 75   |
| 20 | Stati Uniti (bandiera) | C     | Kelly Schumacher    | 1977 | 196  | 83   |
| 21 | Stati Uniti (bandiera) | A     | Monica Maxwell      | 1976 | 175  | 73   |
| 22 | Stati Uniti (bandiera) | GA    | Stephanie White     | 1977 | 175  | 70   |
| 23 | Stati Uniti (bandiera) | G     | Rita Williams       | 1976 | 168  | 61   |
| 33 | Stati Uniti (bandiera) | G     | Niele Ivey          | 1977 | 170  | 68   |
| 42 | Giamaica (bandiera)    | A     | Nadine Malcolm      | 1975 | 185  | 77   |
| 43 | Stati Uniti (bandiera) | A     | Alicia Thompson     | 1976 | 185  | 82   |
| 44 | Stati Uniti (bandiera) | A     | Vicki Hall          | 1969 | 185  | 82   |
| 45 | Stati Uniti (bandiera) | C     | Angie Braziel       | 1976 | 188  | 77   |

## Staff tecnico
- Allenatore: Nell Fortner
- Vice-allenatori: Shelley Patterson, Julie Plank